# 16736 Tongariyama
16736 Tongariyama è un asteroide della fascia principale. Scoperto nel 1996, presenta un'orbita caratterizzata da un semiasse maggiore pari a 2,4715427 UA e da un'eccentricità di 0,0764475, inclinata di 8,04055° rispetto all'eclittica.